# 永初 (刘宋)
永初（420年六月—422年）是南朝宋皇帝宋武帝刘裕的年号，共计3年。这也是南朝宋第一个年号。
永初三年五月宋少帝刘义符即位沿用。

## 纪年
| 永初 | 元年  | 二年  | 三年  |
| ---- | ----- | ----- | ----- |
| 公元 | 420年 | 421年 | 422年 |
| 干支 | 庚申  | 辛酉  | 壬戌  |

## 参看
- 中国年号索引
- 其他时期使用永初的年号
- 同期存在的其他政权年号
  - 建弘（420年正月-428年五月）：西秦政权乞伏熾磐年号
  - 嘉兴（417年二月—420年七月）：西涼政权李歆年号
  - 永建（420年十月-421年三月）：西凉政权李恂年号
  - 玄始（412年十一月-428年）：北凉政权沮渠蒙逊年号
  - 真兴（419年二月-425年七月）：夏国政权赫连勃勃年号
  - 太平（409年十月-430年）：北燕政权冯跋年号
  - 泰常（416年四月-423年）：北魏政权拓跋嗣年号